# Peter Joseph Lenné
Peter Joseph Lenné, ook Peter Joseph Lenné de Jongere (Bonn, 29 september 1789 – Potsdam, 23 januari 1866), was een Pruisisch landschapsarchitect en algemeen tuindirecteur van de Koninklijke Pruisische Tuinen (königlich-preußische Gärten).
Peter Joseph Lenné was bijna een halve eeuw lang de voortrekker van de tuinkunst in Pruisen. Hij ontwierp grote parken naar het voorbeeld van Engelse landschapstuinen en concentreerde zich op maatschappelijk aanvaarde stadsplanning in Berlijn door groene ruimten te creëren voor recreatie. Zijn werkgebied lag voornamelijk in de omgeving van Berlijn en Potsdam, maar sporen van zijn werk zijn ook in andere delen van Duitsland te vinden.
Kenmerkend voor zijn landschapsontwerpen zijn de zichtassen waarmee hij de afzonderlijke parken of parkdelen visueel met elkaar verbond, vooral in Potsdam. Hierdoor creëerde hij een samenhangend landschap van parken en gebouwen. Hij gebruikte het principe van visuele corridors ook als uitgangspunt bij het ontwerpen van kronkelende paden en tuinzones, waarbij hij accenten legde met expressieve bomen. Zijn landschapskunst vormt een essentieel onderdeel van het cultuurlandschap Berlijn-Potsdam, dat zich langs de Havel uitstrekt van het Pfaueninsel tot aan Werder. Dit landschap van de paleizen en parken van Potsdam en Berlijn werd in 1990 tot UNESCO Werelderfgoed verklaard.

## Werken (selectie)

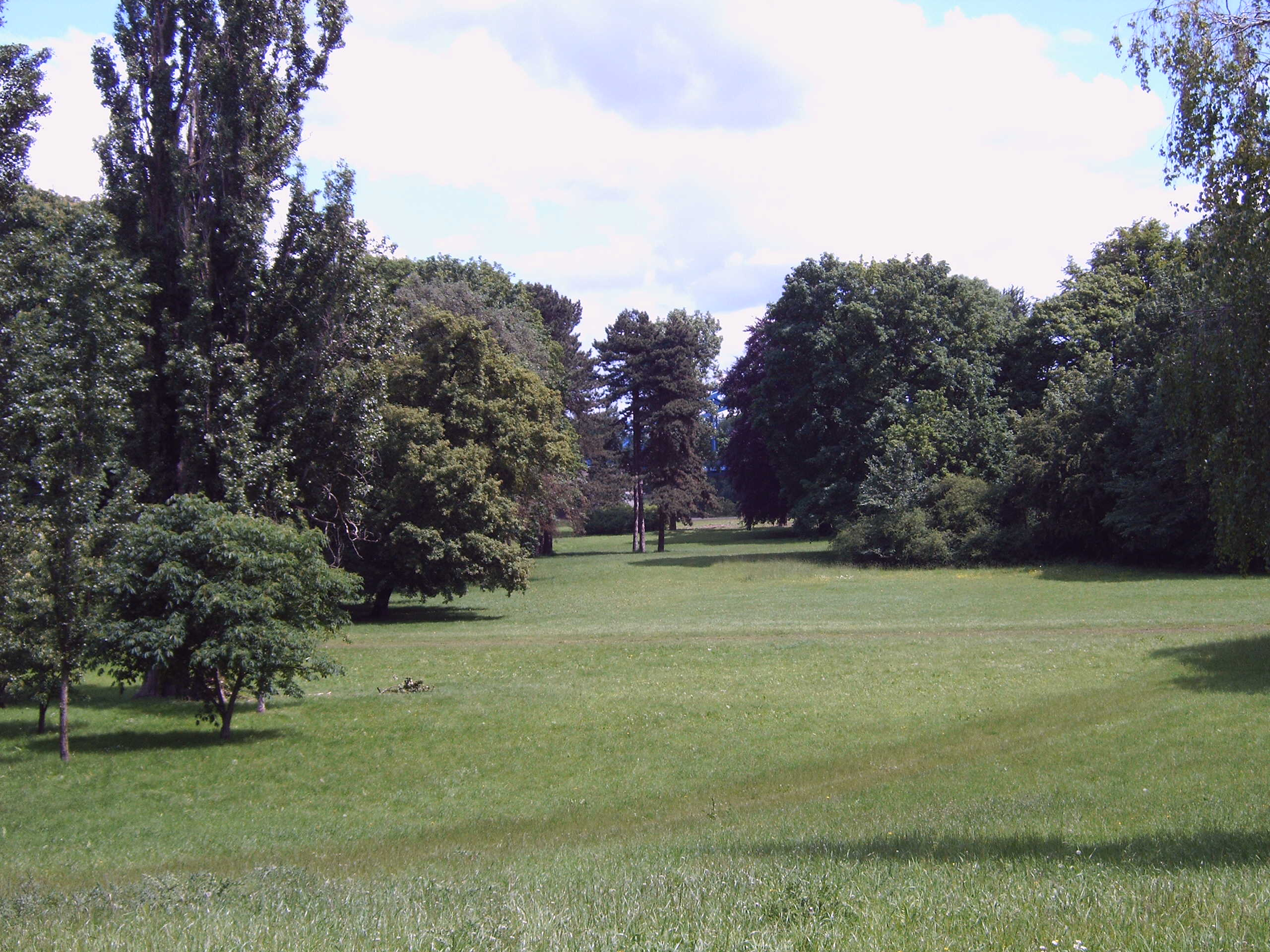
Klosterbergegarten, Magdeburg, 2006

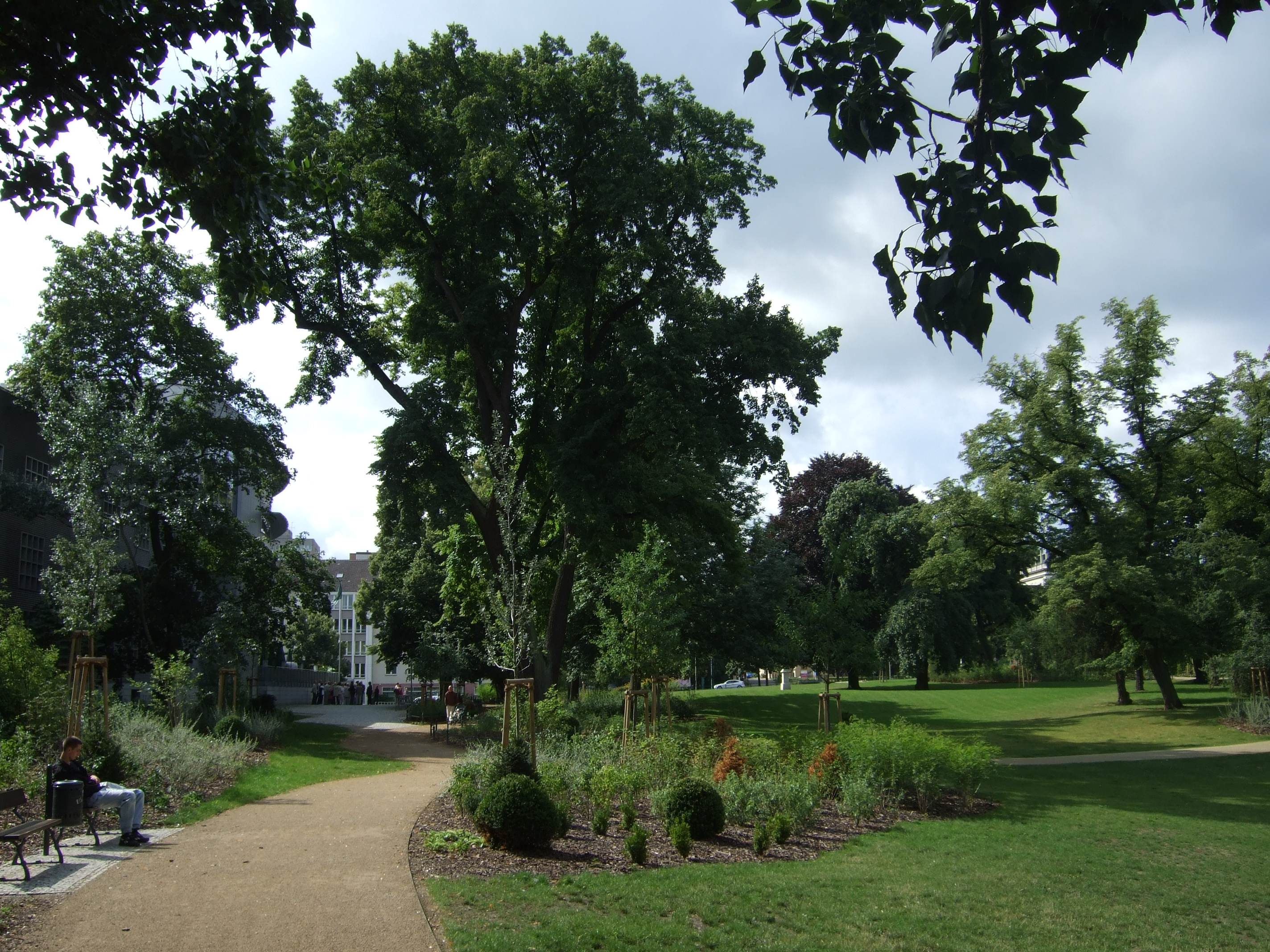
Lennépark, Frankfurt (Oder), 2008

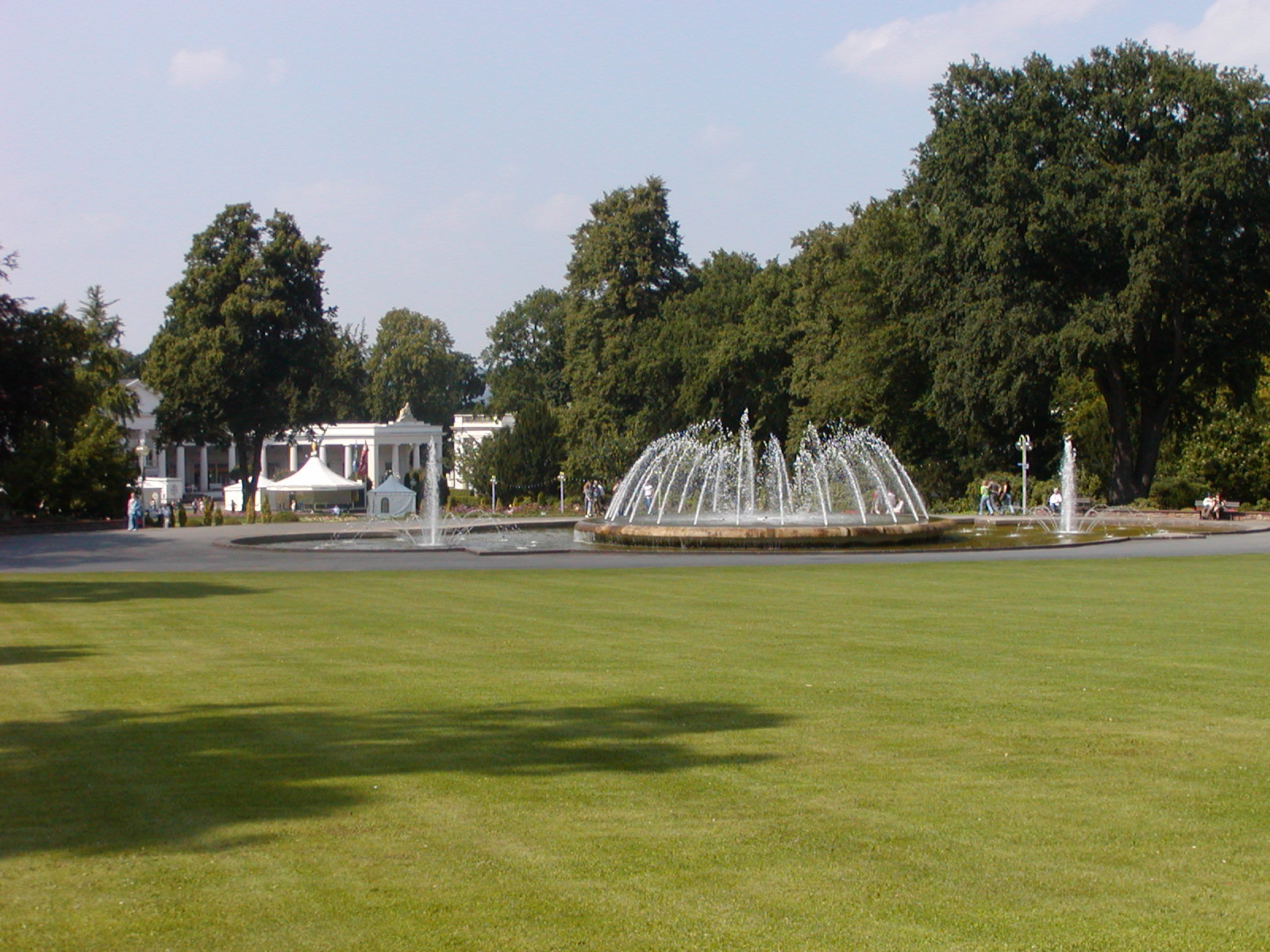
Kurpark Bad Oeynhausen, 2005

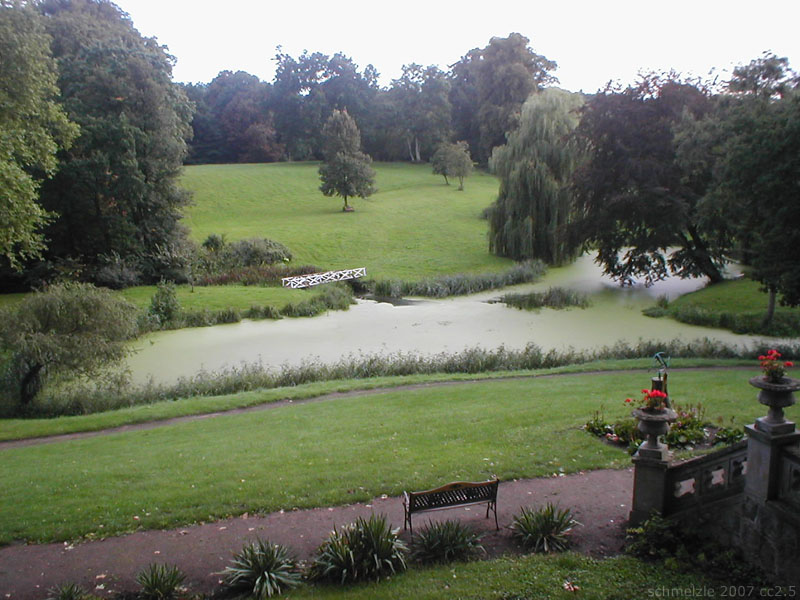
Kasteelpark Kittendorf, 2007

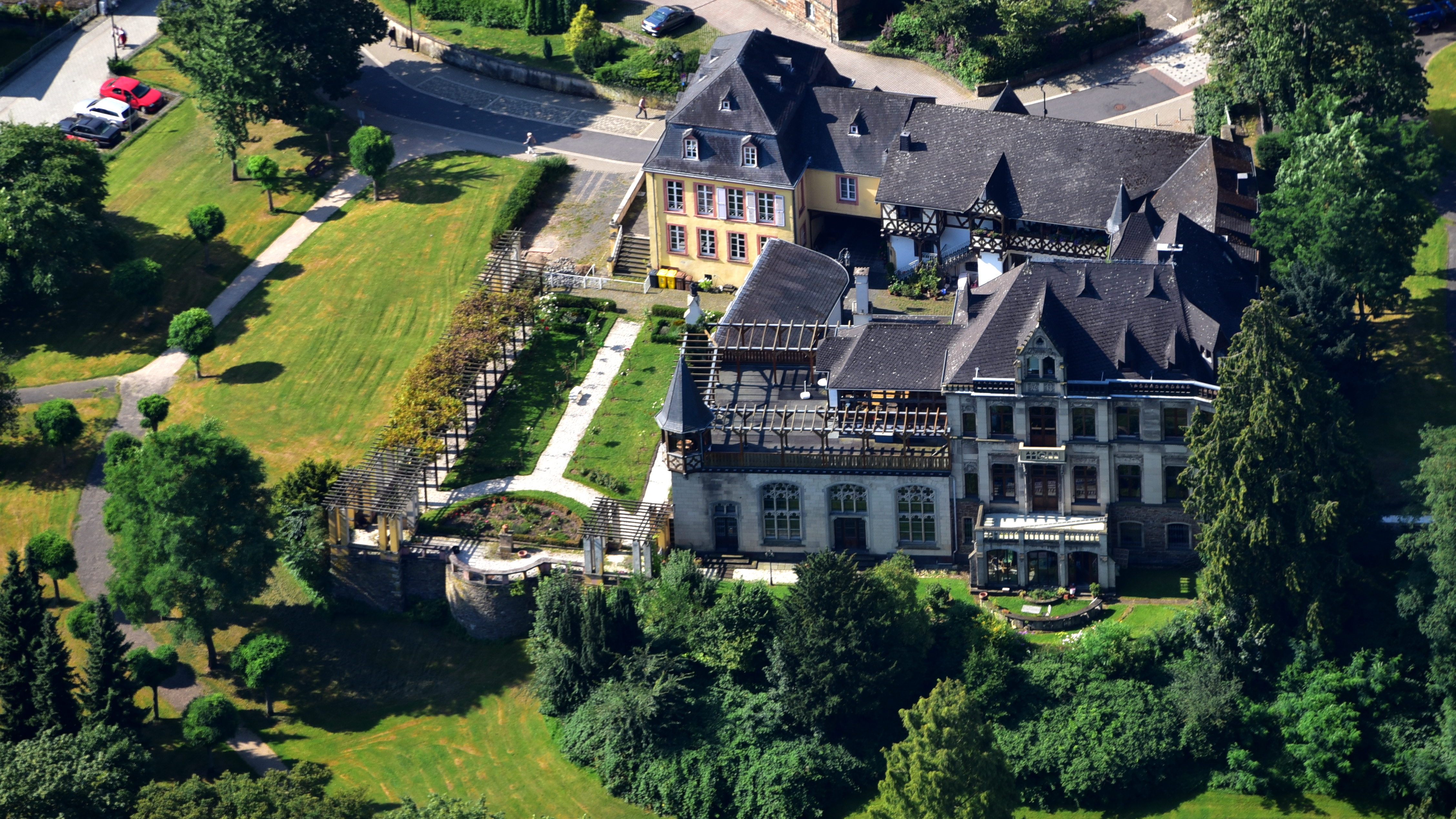
Sinzig, Zehnthof, Luchtopname (2016)

- 1814/15: kasteelpark Laxenburg, Mödling, Neder-Oostenrijk (met anderen)
- 1816, 1828: Neuer Garten, Potsdam (veranderingen)
- 1816-ca. 1862: Pleasureground en Park Glienicke met Park Jagdschloss Glienicke en Böttcherberg, Berlijn
- 1816–1834: Pfaueninsel, Berlijn
- vanaf 1818: park Sanssouci, Potsdam, heraanleg en uitbreiding, o.a.:
  - 1825–1829: Charlottenhof
  - 1842: Fasanerie
  - 1845–1847: Marlygarten en Friedensgarten bij de Friedenskirche
  - 1857–1860: Noordse en Siciliaanse tuin
- 1819: kasteeltuin Fürstlich Drehna, Luckau (met anderen)
- 1820: kasteeltuin Schloss Lübbenau, Lübbenau-Spreewald
- 1821: tuinaanleg Schloss Friedrichsfelde (Tierpark Berlin Friedrichsfelde)
- 1821–1823: kasteeltuin Schloss Neuhardenberg, Neuhardenberg
- 1821–1840: circa 120 parkontwerpen in landelijke gebieden, onder andere:
  - 1829: kasteelpark Schloss Liebenberg, Löwenberger Land, beschreven in Theodor Fontanes Fünf Schlösser in Wanderungen durch die Mark Brandenburg
  - 1838: park in Petzow, Werder)
- 1822: park Zwierzyniec, Złotów (destijds Flatow in Pommeren)
- 1823: kasteeltuin Schloss Marquardt, Potsdam
- 1825–1835: Klosterbergegarten, Maagdenburg
- ca. 1825: landschappelijke heraanleg van het in 1819 uitgebreide kasteelpark van Schloss Neustrelitz, uitgevoerd door Hugo Stark
- vanaf 1826: Kurpark Świnoujście (destijds Swinemünde)
- 1826/27: Alexandrowka, Potsdam
- 1827: Nordpark (voormalige begraafplaats), Maagdenburg
- 1828–1830: kasteeltuin Caputh (Schwielowsee)
- 1829: ontwerp kasteeltuin Liebenberg (Löwenberger Land)
- 1829/30: Herrenkrugpark, Maagdenburg
- 1830/31 en 1862: Wilhelmplatz (Platz der Einheit), Potsdam
- 1832: kasteelpark Blankensee (bij Trebbin)
- 1832: Park Wolfshagen Uckermark
- 1833–1840: Großer Tiergarten, Berlijn
- 1833–1842: Zoologischer Garten, Berlijn
- 1833–1843: Park Babelsberg, Potsdam
- 1835–1840: meerdere ontwerpen voor het park van Schloss Basedow, uitgevoerd tussen 1835 en 1852
- 1835–1845: Lennépark, Frankfurt (Oder)
- 1836–1842: parkaanleg op de helling van Schloss Stolzenfels, Koblenz
- 1839: Pieschener Park, Genthin-Altenplathow
- na 1840: landschapspark in Blumberg (Barnim) bij Ahrensfelde, met medewerking van Gerhard Koeber
- vanaf 1840: voltooiing na de dood van Carl August Sckell van het park van Schloss Hohenschwangau („Schwanseepark“)
- vanaf 1840: Wildpark, Potsdam
- vanaf 1840: stedenbouwkundige plannen in Berlijn (Hobrecht-Plan)
  - bouwplannen: Berlin-Tempelhof, Berlin-Schöneberg, Berlin-Köpenick
  - straten: vanaf de Gneisenaustraße en Yorckstraße via Dennewitzplatz, Nollendorfplatz, Kleiststraße en Wittenbergplatz tot Zoologischer Garten
  - pleinen: onder andere Belle-Alliance-Platz (Mehringplatz), Lustgarten, Leipziger Platz, Opernplatz (Bebelplatz), Hausvogteiplatz, Mariannenplatz, terrein Charité-ziekenhuis
- vanaf 1841: 'Paradiesgarten' bij Park Sanssouci, Potsdam, uitgevoerd door Hermann Sello
- 1840–1852: kasteeltuin Slot van Schwerin
- 1841/42: Ruinenberg, Potsdam
- vanaf 1842: landschappelijke herinrichting van het kasteelpark van Slot Augustusburg en slot Falkenlust
- vanaf 1842: parkaanleg Schloss Sacrow, Potsdam
- vanaf 1842: landschappelijke inrichting van het gebied Bornstedt, Potsdam
- vanaf 1842: kasteelpark Blücher, Göhren-Lebbin
- 1845–1855: Landwehrkanal, Berlijn
- 1846/47: Marlygarten, Potsdam
- 1847–1852, 1862–1863: tuinaanleg Belvédère op de Pfingstberg
- 1847–1859: Berlin-Spandauer Schifffahrtskanal, Berlijn
- 1848–1852 Luisenstädtischer Kanal, Berlijn
- ca. 1850: herinrichting van de stadswallen na spoorwegaanleg, Lübeck
- 1851–1853: Kurpark Bad Oeynhausen
- 1852: Elisengarten in Aken
- 1852/53: Stadtpark en Kurgarten in Aken
- 1852–1860: kasteelpark Schloss Ludwigslust, Ludwigslust
- tot 1853: park in romantische stijl Schloss Kittendorf, Kittendorf
- vanaf 1854: Lenné-Park met Rozeneiland in Feldafing
- 1854: "Schmuck- und Grenzzügeplan für München", in opdracht van koning Maximiliaan II van Beieren
- 1856: Kurpark Bad Homburg vor der Höhe
- 1856–1861: Kaiserin-Augusta-Anlagen (Rijnoever) en parkaanleg Kurfürstliches Schloss, Koblenz
- 1857: Lenné-Anlage, zuidoostelijk deel van de Promenadenring), Leipzig
- 1858: kasteelpark Schloss Kamenz, Kamieniec Ząbkowicki (voorheen Kamenz, Schlesien)
- 1858: Johannapark, Leipzig
- 1858: Prinzengarten in kasteelpark van Ballenstedt
- 1858: kasteelpark Karnin
- 1858–1860 Parkanlage Schloss Lindstedt, Potsdam
- 1858–1866: kasteelpark Sinzig
- 1860: kasteelpark Kröchlendorff, Nordwestuckermark
- 1860/61: Kurpark Bad Neuenahr-Ahrweiler
- ca. 1860: tuinaanleg (deels) Bürgerwiese en Zoo Dresden, Dresden
- 1860: kasteelpark Schloss Remplin, Remplin
- 1863: ziekenhuistuin bij psychiatrisch ziekenhuis (LWL-Klinik), Lengerich
- 1863: tuin voor Flora (botanische tuin), Keulen-Riehl

- Bibsys: 90723098
- Bibliothèque nationale de France: cb12352190j (data)
- Author citation (botany): Lenné
- CiNii: DA07814688
- Gemeinsame Normdatei: 118571559
- International Standard Name Identifier: 0000 0001 0877 384X
- Library of Congress Control Number: n85371734
- Nationale Bibliotheek van Polen: a0000002443154
- Nederlandse Thesaurus van Auteursnamen: 07480829X
- Réseau des bibliothèques de Suisse occidentale: 02-A003512435
- RKD-Nederlands Instituut voor Kunstgeschiedenis: 304416
- SNAC: w67d601v
- Système universitaire de documentation: 032504772
- Union List of Artist Names: 500003742
- Virtual International Authority File: 78145857807823020176
- WorldCat: E39PBJtmmGWpqfryvD8TMjwXBP